# موت‌آباد
موت‌آباد (اراک) با املای صحیح موتاباد، روستایی از توابع بخش مرکزی شهرستان اراک در استان مرکزی ایران است.
از جاذبه های تاریخی روستا می‌توان به امامزاده شاهزاده احمد و حواخاتون نام برد که بنای این بقعه متبرکه به زمان سلجوقیان باز میگردد که گنبد مخروطی شکل آن یک شاهکار معماری در زمان خودش است.
آب مصرفی روستا در زمان های قدیم از قناتی بسیار قدیمی که در بالا دست روستا بوده تامین میشده که طی سال های گذشته با بی کفایتی مسئولین وقت و بی همتی اهالی روستا مخروبه شده وامروزه هم اثری از حلقه چاهای قنات باقی نمانده است …
شغل مردم روستا کشاورزی و دامپروری بوده که با گذشت زمان و نزدیک شدن به زندگی شهری دیگر اثری از این کارها باقی نمانده و چون خط آهن سراسری طهران جنوب از کنار روستا میگذشته و یک ایستگاه راه آهن در کنار روستا هست تعدادی از اهالی قدیمی روستا در راه آهن ایران شاغل بودند

## جمعیت
این روستا در دهستان معصومیه قرار دارد و براساس سرشماری مرکز آمار ایران در سال ۱۳۸۵، جمعیت آن ۵۵۵ نفر (۱۷۵خانوار) بوده‌است.

## معنیموت‌آباد(موتاباد)
موت‌آباد در ابتدا موتاب‌ها بوده است. در گذشته در ۲ کیلومتری شمال موت‌آباد فعلی، دهی به‌نام جعفرآباد وجود داشته که دهانه‌ی قناتش در محل موت‌آباد فعلی بوده است. چون کولی های موتاب تابستان‌ها در محل دهانه قنات جعفرآباد چادر می‌زدند و با تابیدن موی بز طناب و تور درست می‌کردند و به اهالی جعفرآباد میفروختند به اینجا محل موتاب‌ها گفته شد که بعدا به موتابا و در نهایت به موت‌آباد تبدیل شد و چون جعفرآباد تدریجا رو به ویرانی رفت اهالی آن به محل موت‌آباد فعلی مهاجرت کردند.
پس املای درست نام این روستا در اصل موتاباد است و معنی مرگ‌آباد نمی‌دهد.